# Christian Fenger (1773-1845)
 For alternative betydninger, se Christian Fenger. (Se også artikler, som begynder med Christian Fenger)
Christian Fenger (født 7. januar 1773 på Christianshavn, død 21. oktober 1845 i København) var en dansk kirurg og søn af grosserer Peter Fenger (død 1774), blev student privat 1791 og tog kirurgisk eksamen 1798. 1801 blev han reservekirurg ved det kirurgiske akademi, 1802 tillige ved Frederiks Hospital, 1805 adjunkt ved akademiet, 1806 regimentskirurg ved Kronprinsens Regiment, 1810 overordentlig professor ved akademiet og medlem af dets direktion samt kongelig livkirurg (til 1839), 1813 professor ordinarius ved akademiet og medlem af sundhedskollegiet, 1819 medlem af direktionen for fødsels- og plejestiftelsen, 1824 hofkirurg (til 1830), 1826 etatsråd, 1830 generaldirektør over kirurgien efter Colsmann og dermed tillige 1. professor ved akademiet samt medlem af Frederiks Hospitals direktion, 1836 kommandør af Dannebrog, 1840 konferensråd. 1842 afskedigedes han på grund af alderdomssvaghed fra sine stillinger. Hans hustru var Else Kirstine, født Henningsen (født 1786, gift 1807, død 1841), datter af forpagter Henningsen.
Han var en anset praktisk kirurg og operationslæge og en dygtig lærer for de studerende; videnskabelige arbejder af betydning har han derimod ikke efterladt sig, men kun nogle mindre tidsskriftsafhandlinger af ren praktisk karakter. Ikke ringe opsigt vakte i øvrigt i sin tid en afhandling af ham, der efter at være meddelt i det Kongelige medicinske Selskab tryktes i Nyt Bibliothek for Læger (1818), og i hvilken han varmt forsvarer en af en dengang bekendt kvaksalverske, Madeliene Humlegaard, indført plasterbehandling ved caries (benedder). Han erklærer både selv at være blevet helbredt af hende for en sådan benlidelse og derefter at have anvendt metoden med største held hos mange patienter i et tidsrum af 14 år. Han ender afhandlingen med at foreslå, at de «gode kvaksalvere» får lov til at praktisere frit under en autoriseret læges tilsyn.
Fengers familie blev malet af både Hans Hansen og Martinus Rørbye.